# Wicca Diànica
La Wicca Diànica, també coneguda com a Bruixeria Diànica, és una tradició pagana moderna de deesses centrada en l'experiència i l'apoderament femení. El lideratge és per part de dones, que poden ser ordenades com a sacerdotesses, o en grups menys formals que funcionen com a col·lectius. Tot i que alguns adeptes s'identifiquen com a wiccans, difereix de la majoria de tradicions wiccanes en el fet que només s'honoren les deesses (mentre que la majoria de tradicions wiccanes honoren tant les deïtats femenines com les masculines).
Tot i que hi ha més d'una tradició coneguda com a Diànica, la més coneguda és la varietat només femenina, i la tradició més destacada va ser fundada per Zsuzsanna Budapest als Estats Units a la dècada de 1970. És notable pel seu culte a una única Gran Deessa monoteista (amb totes les altres deesses —de totes les cultures del món— vistes com a "aspectes" d'aquesta deessa) i un enfocament en el matriarcat igualitari. Tot i que la tradició rep el nom de la deessa romana Diana, les diàniques veneren deesses de moltes cultures, dins del marc ritual wiccan diànic. Diana (considerada correlacionada amb l'⁣Àrtemis grega) "es veu com a representant d'un tema mític central de la cosmologia identificada amb la dona, i és la protectora de les dones i de l'esperit salvatge i indòmit de la natura".
L'estructura de creences i rituals de la Wicca Diànica és una combinació eclèctica d'elements de la Wicca tradicional britànica, la màgia popular italiana registrada per Charles Leland a Aradia, les creences de la Nova Era, la màgia popular i les pràctiques curatives de diverses cultures.

## Creences i pràctiques
Les seguidores wiccans diàniques del llinatge de Budapest adoren la Deessa, que consideren com la font de totes les deesses, de totes les cultures; és vista com la font de tots els éssers vius i que conté tot el que hi ha dins d'ella.
| « | (anglès) Talia Bettcher, a professor of philosophy at Cal State L.A., said this trans exclusionary stance is common—though not universal—among women like Budapest who were grounded in lesbian separatism, a political vision that originated in the '70s. […] The same defiance that made Budapest a feminist hero in the '70s has made her a divisive figure for many modern witches today. | (català) Talia Bettcher, professora de filosofia a Cal State L.A., va dir que aquesta postura d'exclusió trans és comuna, tot i que no universal, entre dones com Budapest, que es basaven en el separatisme lèsbic, una visió política que es va originar als anys 70. […] El mateix desafiament que va convertir Budapest en una heroïna feminista als anys 70 l'ha convertit en una figura divisiva per a moltes bruixes modernes avui dia. | » |

Els aquelarres diànics practiquen la màgia en forma de meditació i visualització, a més del treball amb encanteris. Se centren especialment a curar-se de les ferides del patriarcat mentre afirmen la seva pròpia feminitat.
Els rituals poden incloure la recreació de tradicions religioses i espirituals des d'un punt de vista centrat en la dona, la celebració del cos femení i el lament pels abusos de la societat contra les dones. La pràctica de la màgia està arrelada en la creença que l'energia o la "força vital" es pot dirigir per provocar canvis. Tanmateix, és important tenir en compte que els rituals sovint s'improvisen per adaptar-se a les necessitats individuals o de grup i varien d'un aquelarre a un altre. Alguns wiccans diànics eviten els encanteris manipulatius i els maleficis perquè van en contra de la Rede Wiccana. Tanmateix, moltes altres bruixes diàniques (sobretot a Budapest) no consideren que maleir o lligar aquells que ataquen les dones sigui incorrecte, i fomenten activament lligar els violadors, per exemple.

### Diferències amb la Wicca convencional

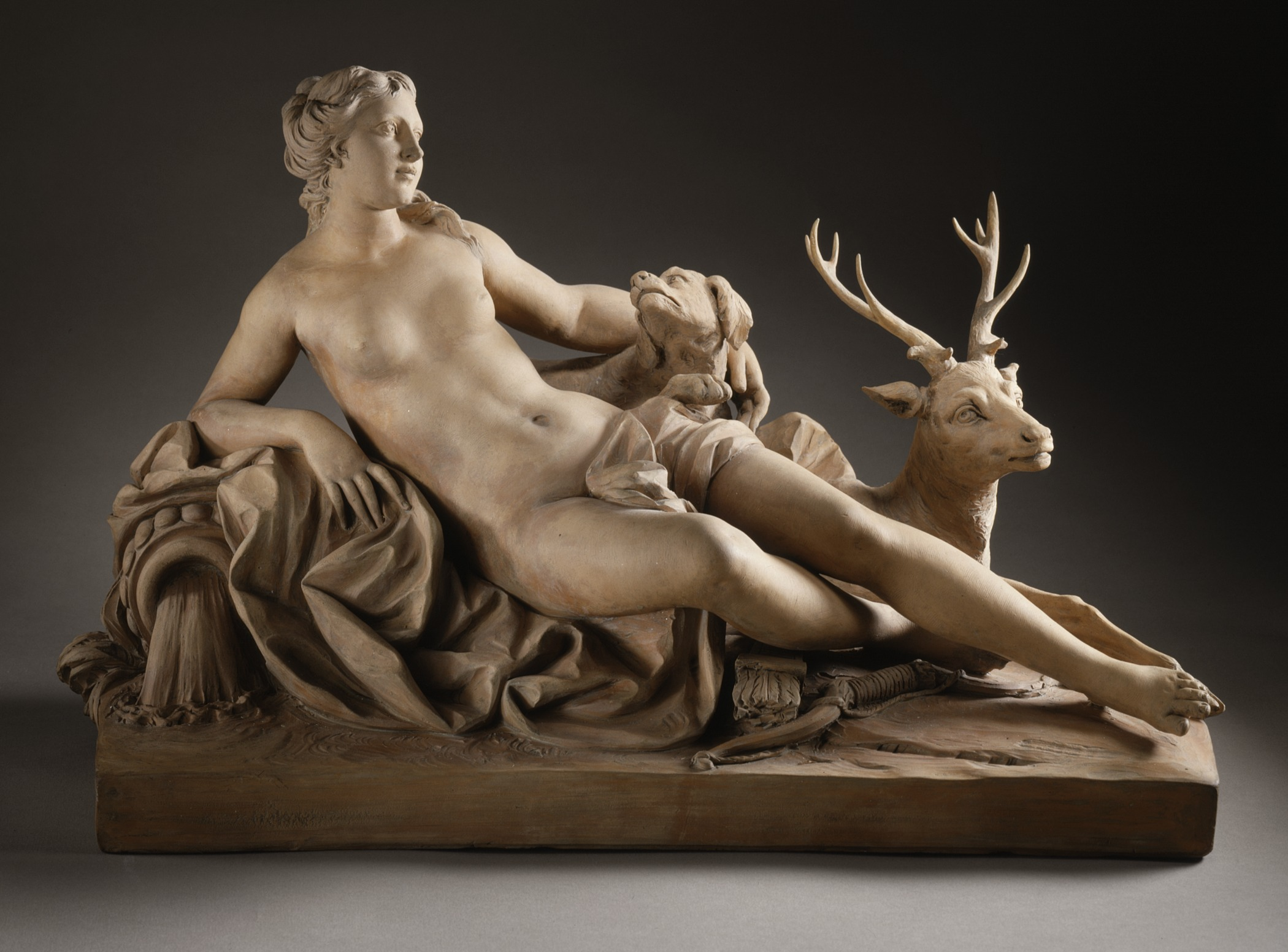
Diana (o Artemisa, pel seu nom grec) com a protectora de les dones i la natura salvatge.

Com altres wiccans, els diànics poden formar aquelarres, assistir a festivals, celebrar les vuit principals festivitats wiccanes i reunir-se en Esbats . Utilitzen moltes de les mateixes eines d'altar, rituals i vocabulari que altres wiccans. Els diànics també es poden reunir en cercles menys formals.  La diferència més notable entre els dos és que els aquelarres diànics del llinatge de Budapest estan compostos completament per dones. Els Misteris de la Dona, que ocupen un lloc central en l'enfocament i la pràctica feminista de la Diànica, són els que s'encarnen: les celebracions i l'honor del cicle vital femení i les seves correspondències amb el cicle estacional de la Terra, la curació de l'opressió internalitzada, la sobirania i l'agència femenines. Una altra diferència marcada en la cosmologia respecte a altres tradicions wiccanes és el rebuig del concepte de dualitat basat en estereotips de gènere.
Quan se li va preguntar per què "homes i déus" estan exclosos dels seus rituals, Budapest va declarar:
| «                         | (anglès) It's the natural law, as women fare so fares the world, their children, and that's everybody. If you lift up the women you have lifted up humanity. Men have to learn to develop their own mysteries. Where is the order of Attis? Pan? Zagreus? Not only research it, but then popularize it as well as I have done. Where are the Dionysian rites? I think men are lazy in this aspect by not working this up for themselves. It's their own task, not ours. | (català) És la llei natural, com passa amb les dones, també passa amb el món, els seus fills i això és per a tothom. Si eleveu les dones, heu elevat la humanitat. Els homes han d'aprendre a desenvolupar els seus propis misteris. On és l'ordre d'Attis? Pan? Zagreu? No només investigueu-lo, sinó que també el popularitzeu tan bé com ho he fet jo. On són els ritus dionisíacs? Crec que els homes són mandrosos en aquest aspecte per no elaborar-ho per si mateixos. És la seva pròpia tasca, no la nostra. | » |
| — during a 2007 interview | | |   |

## Denominacions i tradicions relacionades

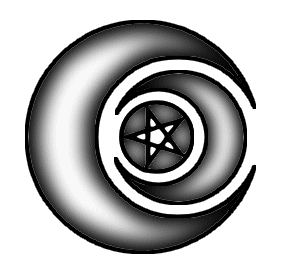
Símbol wicca de la triple deessa modificat

- Tradicions derivades de Zsuzsanna Budapest: aquelarres només per a dones dirigits per sacerdotesses entrenades i iniciades per Budapest.
- Bruixes diàniques independents, que poden haver estat inspirades per Budapest, la seva obra publicada (com ara El Llibre Sagrat dels Misteris de les Dones) o altres moviments d'espiritualitat femenina, i que emfatitzen l'estudi independent i l'autoiniciació.

### McFarland Dianic
McFarland Dianic és una tradició neopagana de culte a la deessa fundada per Morgan McFarland i Mark Roberts que, malgrat el nom compartit, té una teologia i estructura diferents dels grups només per a dones. En la majoria dels casos, els McFarland Dianics accepten participants masculins. McFarland basa en gran manera la seva tradició en l'obra de Robert Graves i el seu llibre La deessa blanca. Mentre que alguns aquelarres de McFarland iniciaran homes, el lideratge es limita a sacerdotesses femenines. Igual que les tradicions diàniques només per a dones, "els aquelarres diànics de McFarland defensen el feminisme com un concepte importantíssim". Consideren la decisió d'incloure o excloure els homes com "únicament l'elecció de la Suma Sacerdotessa individual [d'un aquelarre membre]".

## Crítiques a la transfòbia
La Wicca Diànica ha estat criticada per elements de la comunitat neopagana per ser transfòbica. El febrer de 2011, Zsuzsanna Budapest va dur a terme un ritual amb el Cercle de Cerridwen a la PantheaCon per a "només dones genètiques" del qual va prohibir l'entrada als homes. Això va causar una reacció negativa que va portar a molts a criticar la Wicca Diànica com un moviment separatista lesbiano-transfòbic inherentment. El Los Angeles Times va escriure que:
| « | (anglès) Talia Bettcher, a professor of philosophy at Cal State L.A., said this trans exclusionary stance is common—though not universal—among women like Budapest who were grounded in lesbian separatism, a political vision that originated in the '70s. […] The same defiance that made Budapest a feminist hero in the '70s has made her a divisive figure for many modern witches today. | (català) Talia Bettcher, professora de filosofia a Cal State L.A., va dir que aquesta postura d'exclusió trans és comuna, tot i que no universal, entre dones com Budapest, que es basaven en el separatisme lèsbic, una visió política que es va originar als anys 70. […] El mateix desafiament que va convertir Budapest en una heroïna feminista als anys 70 l'ha convertit en una figura divisiva per a moltes bruixes modernes avui dia. | » |